# Solenopsis conjurata
Solenopsis conjurata är en myrart som beskrevs av Wheeler 1925. Solenopsis conjurata ingår i släktet eldmyror, och familjen myror. Inga underarter finns listade i Catalogue of Life.

## Bildgalleri